# Epimetej (mjesec)
Epimetej (također Saturn XI) je prirodni satelit planeta Saturn, iz grupe unutarnjih pravilnih satelita, s oko 113 kilometara u promjeru i orbitalnim periodom od 0.6956 dana.

## Vanjske poveznice
Astronomska sekcija Fizikalnog društva Split - Epimetej, saturnov satelit  Arhivirana inačica izvorne stranice od 5. rujna 2005. (Wayback Machine)